# Young Hopeful Geyser
Young Hopeful Geyser est un geyser de type « fontaine » situé dans le Lower Geyser Basin dans le parc national de Yellowstone aux États-Unis.
Young Hopeful fait partie du groupe Black Warrior (Black Warrior Group) dont font aussi également partie Artesia Geyser, Gray Bulger Geyser et Steady Geyser. Young Hopeful est un regroupement de plusieurs orifices qui, en fonction de la nappe phréatique saisonnière, entrent en éruption, en continu ou par intermittence. L'orifice le plus proche de Firehole Lake est devenu inactif tandis que ceux situés près du sentier sont devenus plus actifs. Les deux plus grands orifices atteignent souvent environ 0,6 m, voire 1,8 m.